# Sergio Sinay
Sergio Sinay, né le     10 août 1947 à Buenos Aires, est un écrivain argentin.

## Biographie
Il est l'auteur de nombreux ouvrages sur des sujets aussi divers que le boléro ou le gestalt. 
Sa seule œuvre traduite en français Le Tango du mal-aimé (Ni un dólar partido por la mitad) contient deux novellas. Selon Claude Mesplède, ce sont là « deux intrigues qui, dans leur simplicité, permettent à Sergio Sinay de belles études de caractères et la mise en œuvre de suspenses efficaces. Menées à un rythme alerte, ces deux novellas noires, s'achèvent sur une chute très réussie ».

## Œuvre
- Noruega te mata
- La falta de respeto
- En busca de la libertad
- ¿Qué vida vivimos?
- El discreto encanto de la madurez
- El apagón moral
- El riesgo de vivir
- La palabra al desnudo
- ¿Quién educa a nuestros hijos?
- ¿Para qué trabajamos?
- Ni un dólar partido por la mitad Publié en français sous le titre Le Tango du mal-aimé, Paris, Éditions Gallimard, coll. « Série noire » no 2417 (1996)  (ISBN 2-07-049489-6)
- Sanar la pareja
- La felicidad como elección
- La vida plena
- La sociedad que no quiere crecer
- Conectados al vacío
- La sociedad de los hijos huérfanos
- Elogio de la responsabilidad
- Ser padre es cosa de hombres
- Cuentos machos
- Vivir de a dos
- Las condiciones del buen amor
- Misterios masculinos que las mujeres no comprenden
- El hombre divorciado
- La masculinidad tóxica
- Esta noche no querida
- El amor a los 40
- Hombres en la dulce espera
- Gestalt
- Inolvidable
- Che Guevara

## Sources
: document utilisé comme source pour la rédaction de cet article.
- Claude Mesplède (dir.), Dictionnaire des littératures policières, vol. 2 : J - Z, Nantes, Joseph K, coll. « Temps noir », 2007, 1086 p. (ISBN 978-2-910-68645-1, OCLC 315873361), p. 785.